# Symfonie nr. 4 (Tabakov)
Emil Tabakov voltooide zijn Symfonie nr. 4 eind 1997.
De componist gaf bij de enige opname aan, dat deze verschilde van al zijn symfonieën tot dan toe (in 2017 zijn er tien bekend). Hij koos wel voor de klassieke structuur van vier delen, maar dan in een andere opzet. Hij liet het werk beginnen met een traag klaaglijk en broeierig largo, welke tempo het gehele eerste deel gehandhaafd wordt. Deel 2 is het enige snelle deel in allegro vivace; Tabakov liet zich hierbij inspireren door Roemeense en Bulgaarse volksmuziek; zijn geboorteplaats Roese ligt op de grens. Met deel 3 komt het largo terug, dat terugverwijst naar deel 1 en terug te voeren lijkt te zijn op Silent spring van Rachel Carson, die verwijst naar een apocalyptische wereld. Waar de meeste componisten besluiten met een snelle finale besluit Tabakov met een eind in een gematigd tempo aan de langzame kant andante (gaande). De langzame delen vertonen gelijkenis met muziek van Gustav Mahler, het snelle deel met die van Dmitri Sjostakovitsj.
Tabakov leidde zelf de première op 26 maart 1998 zijn "eigen orkest", het Filharmonisch Orkest van Sofia. In januari 2010 nam hij het werk op voor een serie van zijn orkestwerken voor Toccata Classics. Ook toen gaf hij leiding aan een orkest waar hij vaste dirigent was; het Radiosymfonieorkest van Bulgarije.
Orkestratie:
- 3 dwarsfluiten (III ook piccolo), 3 hobo’s, 3 klarinetten, 3 fagotten
- 4 hoorns, 3 trompetten, 3 trombones,  tuba
- 2 spelers voor pauken, 4 man/vrouw percussie
- violen, altviolen, celli, contrabassen